# Sphecodes schoanus
Sphecodes schoanus är en biart som beskrevs av Blüthgen 1928. Sphecodes schoanus ingår i släktet blodbin, och familjen vägbin. Inga underarter finns listade i Catalogue of Life.